# Leonard Buyst
Leonard Buyst (ook wel Léonard) (Lokeren, 10 mei 1847 - 20 december 1918) is een Vlaams gevoelvol schrijver.
Buyst was bureeloverste op het Belgisch ministerie van Binnenlandse Zaken. Onder leiding van zijn goede vriend Hendrik Conscience ontwikkelde hij zich op letterkundig gebied. Hij schreef het boek “Willem Sanger”, dat is opgedragen aan zijn vriend Conscience. Daarnaast schreef hij een zevental dichtbundels.